# Hugo Correa
Pour les articles homonymes, voir Correa.
Hugo Correa, né le 24 mai 1926 à Curepto, Chili et mort le 23 mars 2008 à Santiago du Chili, était un journaliste et auteur de roman de science-fiction chilien connu pour avoir lancé la science-fiction moderne en Amérique Latine. Quelques-unes de ses histoires furent publiées dans le Magazine of Fantasy & Science Fiction. Au Chili, Il fut également chroniqueur pour des journaux tels que « El mercurio » ou « La Tercera » ou des magazines comme « Ercilla » et « Revista Paula » par exemple. En outre, il fut le président du comité culturel de l'Institut Chilien Nord-Américain, cofondateur du Club chilien de SF et président de UFO Chili.

## Vie et carrière
Hugo Correa est né dans la province sud du Chili appelée Talca, plus précisément dans la ville de Curepto. Sa carrière d'écrivain débuta dans le journalisme puis s'étendit au théâtre, activités de critique et à la fiction en prose. Bien qu'il ait écrit des œuvres réalistes, son domaine de prédilection fut la science-fiction, inspiré par les œuvres de Ray Bradbury, Clifford D. Simak et Théodore Sturgeon. Correa fut l'un des premiers écrivains latino-américain de science-fiction à avoir été publié aux États-Unis. En 1962, son œuvre The Last Element fut publiée dans The Magazine of Fantasy & Science Fiction après avoir obtenu le soutien de Ray Bradbury. En 1967, Alter Ego sera publié par le même magazine. À cette époque, être publié aux États-Unis était le plus important signe de réussite et de succès pour les auteurs de science-fiction d'Amérique Latine. Ses publications inspirèrent bon nombre d'auteurs contemporains de la région . À la fin des années 1980, il devint moins productif en tant qu'auteur mais resta un collaborateur actif de la communauté SF chilienne, participant notamment à des tables-rondes, donnant des interviews, se rendant à des lancements de livres divers ou en rejoignant le jury de compétitions littéraires  jusqu'à sa mort, en 2008.

## Œuvres
Ses travaux concernent principalement la science-fiction, il cherchait de la documentation au sujet de la vie extraterrestre, d'OVNIS, de mondes inconnus, d'exploration de l'espace ou de technologie futuriste avancée. Son livre le plus prisé fut Los Altísimos (les êtres supérieurs) publié pour la première fois en 1951.
Au Chili, la culture générale ne reconnut jamais ses travaux, bien qu'il soit le seul auteur latino-américain cité dans The Encyclopedia of Science Fiction.[réf. nécessaire]